# Cegiełka Eulera

Cegiełka Eulera

Cegiełka Eulera – prostopadłościan, w którym zarówno długości krawędzi, jak i przekątnych ścian są liczbami naturalnymi. Wymiary cegiełki Eulera można zatem otrzymać rozwiązując układ równań diofantycznych
{\displaystyle a^{2}+b^{2}=d^{2}}
{\displaystyle a^{2}+c^{2}=e^{2}}
{\displaystyle b^{2}+c^{2}=f^{2}}
{\displaystyle a>b>c}
Euler podał dwa rozwiązania parametryczne powyższego układu, ale nie obejmują one wszystkich możliwych rozwiązań.
Najmniejsza z cegiełek Eulera ma wymiary krawędzi 240 – 117 – 44 oraz przekątne ścian 267 – 125 – 244 i została odkryta w 1719 roku przez Paula Halckego.
Niektóre z cegiełek Eulera posortowane według najdłuższej krawędzi
- (240, 117, 44)
- (275, 252, 240)
- (550, 504, 480)
- (693, 480, 140)
- (720, 132, 85)
- (792, 231, 160)
- (825, 756, 720)
- (960, 468, 176)
- (1155, 1100, 1008)
- (1200, 585, 220)
- (1386, 960, 280)
- (1584, 1020, 187)
- (2340, 880, 429)
- (2640, 855, 832)
- (2992, 2475, 780)
- (3120, 2035, 828)
- (3168, 924, 640)
- (5984, 2295, 1560)
- (6325, 5796, 528)
- (6336, 748, 195)
- (6688, 6300, 1155)
- (6732, 4576, 1755)
- (8160, 4888, 495)
- (9120, 1672, 1575)
- (9405, 9152, 2964)

Do tej pory nie udało się znaleźć tzw. doskonałej cegiełki Eulera, w której także długość głównej przekątnej jest liczbą naturalną. Nie wiadomo też, czy takie cegiełki istnieją. Znane są jedynie własności, jakie musi ona posiadać:
- jedna krawędź musi mieć długość podzielną przez 4, a inna przez 16,
- jedna krawędź musi mieć długość podzielną przez 3, a inna przez 9,
- jedna krawędź musi mieć długość podzielną przez 5,
- jedna krawędź musi mieć długość podzielną przez 11.